# 胡颓子科内丝白粉菌
胡颓子科内丝白粉菌（学名：Leveillula elaeagnacearum）是属于白粉菌目白粉菌科内丝白粉菌属的一种真菌，寄生在胡颓子科上。该种分布于中国、俄罗斯。